# Мітельшнауцер
Міттельшнауцер (нім. Mittelschnauzer від нім. mittel — середній, нім. schnauze — морда), середній шнауцер, стандартний шнауцер, останнім часом часто іменується просто шнауцер — службовий собака середньої величини, що належить до групи шнауцерів, висотою 45-50 см . Характерні риси: забарвлення «перець з сіллю» (кожен остьовий волосок має зони — білі та чорні) або чорний, жорстка шерсть, квадратний формат, велика голова з густими довгими бровами й бородою, морда поступово звужується від вух до носа. Вуха і хвіст інколи купірувані. Шнауцери — добрі, дуже активні, спортивні собаки, вони добре ладнають з дітьми та безмежно віддані хазяїнові. Здатні охороняти та захищати житло.

## Характер
Типовою особливістю міттельшнауцера є його живий темперамент, який поєднується з розважливим спокоєм. Для нього характерні грайливість і неймовірна відданість своєму господареві. Він дуже любить дітей, непідкупний, пильний і все ж не брехливий. Недовірливо ставиться до сторонніх, завжди напоготові. Високорозвинені органи чуття, розум, здатність до вдосконалення, безстрашність, витримка і стійкість до негоди та хвороб дають міттельшнауцеру всі передумови як виняткового собаки для сім'ї, караульної служби та супроводу.

## Використання
У минулому міттельшнауцери використовувалися досить різноманітно: для охорони стаєнь, комор та інших господарських будівель, лову щурів, полювання. З розвитком громадського транспорту — диліжансів, ці собаки знайшли ще одне застосування. Шнауцер супроводжував диліжанс, біг поруч з ним або попереду. Завданням собаки було якомога раніше виявити — відчути, почути — людей у навколишньому лісі та голосом попередити про небезпеку візника, листоношу, пасажирів, щоб напад не застав людей зненацька. 
Під час Першої світової війни міттельшнауцери служили у Червоному Хресті як санітарні собаки, а також застосовувалися для зв'язку між окремими військовими підрозділами німецької армії. 
Зараз представників цієї породи використовують і як службових собак, наприклад на митниці, і для охорони майна, і для особистої охорони, але найчастіше міттельшнауцер — це собака-компаньйон.

## Догляд
Шерсть шнауцерів, як і всіх жорсткошерстих порід, вимагає спеціальної обробки. Двічі на рік, коли починається линяння, здійснюють вищипування мертвого волосся — тримінг (це робиться тому, що шнауцери не линяють природним чином). М'які частини, голову і вуха, шкіру шиї, щоб не заподіяти болю у найчутливіших місцях, слід обробляти спеціальними ножицями або машинкою для стрижки. При такому догляді у помешканні, де живе міттельшнауцер, практично не буває шерсті.

## Забарвлення
Чорний або «перець з сіллю».